# Радзивил
Радзивил (букв. Radvila, благословена Радзіві́лы) е полско-литовско княжеско семейство със собствен герб (Trąby Odmienne). Името на семейство Радзивил се появява за първи път в документ на Полско-литовския съюз през 1401 г. През 16 век семейството се разделя на няколко линии, две от които възприемат калвинизъм, едната от които само за две поколения и в края на 16 век преминава в католицизъм, но другата той му остава верен до изтичането му в края на 17 век. Радзивилите заемат най-важните длъжности: вилнюски войводи, канцлери, велики хетмани на Литва, литовски полеви хетмани и епископи на Краков.